# Großer Preis von Portugal 1987
Der Große Preis von Portugal 1987 (offiziell 16º Grande Prémio de Portugal) fand am 20. September auf dem Autódromo Fernanda Pires da Silvaist in der Nähe von Estoril statt und war das zwölfte Rennen der Formel-1-Weltmeisterschaft 1987.

## Berichte

### Hintergrund
Das Coloni-Team, welches zwei Wochen zuvor in Italien debütiert hatte, trat nicht zum Portugal-GP an. Ansonsten entsprach das Teilnehmerfeld exakt dem in Monza angetretenen.

### Training
Gerhard Berger stellte einen Aufwärtstrend bei Ferrari mit dem Erreichen der Pole-Position unter Beweis. Nigel Mansell folgte auf dem zweiten Startplatz vor Alain Prost und dem in der Weltmeisterschaftswertung führenden Nelson Piquet. Die dritte Startreihe bildete Ayrton Senna gemeinsam mit Michele Alboreto im zweiten Ferrari.

### Rennen
Während Mansell vom zweiten Startplatz aus an Berger vorbei in Führung ging, kollidierte Alboreto mit Piquet. Derek Warwick drehte sich im Zuge eines abrupten Ausweichmanövers, woraufhin es zwischen Satoru Nakajima und Martin Brundle zu einer weiteren Kollision kam, in die fünf weitere Piloten verwickelt wurden. Da die Strecke durch Trümmerteile blockiert war, wurde das Rennen abgebrochen.
Am Neustart, der im Anschluss an die Aufräumarbeiten durchgeführt wurde, konnten außer Christian Danner alle Piloten in eilig reparierten Fahrzeugen oder T-Cars teilnehmen. Mansell ging erneut in Führung, verlor diese Position jedoch bereits in der zweiten Runde an Berger.
Im 14. Umlauf musste Mansell aufgrund eines Motorschadens aufgeben. Piquet, der zuvor Senna überholt hatte, gelangte dadurch in die Verfolgerposition Bergers. Da Senna aufgrund eines Elektronikproblems die Box aufsuchen musste, übernahm Alboreto den dritten Rang.
Im Zuge der Boxenstopps, die die meisten Piloten ungefähr zur Hälfte der Renndistanz einlegten, gelangte Prost auf den zweiten Platz, gefolgt von Piquet und Teo Fabi. Während der letzten Runden schloss Prost auf den führenden Berger auf und setzte ihn unter Druck. Tatsächlich machte dieser daraufhin einen Fehler und drehte sich in der 68. von 70 Runden. Prost zog vorbei und brach mit seinem 28. Grand-Prix-Sieg den bis zu diesem Zeitpunkt gültigen Rekord von Jackie Stewart. Berger wurde Zweiter vor Piquet und Fabi. Stefan Johansson erreichte das Ziel als Fünfter vor Eddie Cheever.

## Meldeliste
| Team                           | Nr. | Fahrer             | Chassis        | Motor                         | Reifen |
| ------------------------------ | --- | ------------------ | -------------- | ----------------------------- | ------ |
| Marlboro McLaren International | 01  | Alain Prost        | McLaren MP4/3  | TAG/Porsche TTE PO1 1.5 V6t   | G      |
| Marlboro McLaren International | 02  | Stefan Johansson   | McLaren MP4/3  | TAG/Porsche TTE PO1 1.5 V6t   | G      |
| Data General Team Tyrrell      | 03  | Jonathan Palmer    | Tyrrell DG016  | Ford Cosworth DFZ 3.5 V8      | G      |
| Data General Team Tyrrell      | 04  | Philippe Streiff   | Tyrrell DG016  | Ford Cosworth DFZ 3.5 V8      | G      |
| Canon Williams Honda Team      | 05  | Nigel Mansell      | Williams FW11B | Honda RA167E 1.5 V6t          | G      |
| Canon Williams Honda Team      | 06  | Nelson Piquet      | Williams FW11B | Honda RA167E 1.5 V6t          | G      |
| Motor Racing Developments      | 07  | Riccardo Patrese   | Brabham BT56   | BMW M12/13 1.5 L4t            | G      |
| Motor Racing Developments      | 08  | Andrea de Cesaris  | Brabham BT56   | BMW M12/13 1.5 L4t            | G      |
| West Zakspeed Racing           | 09  | Martin Brundle     | Zakspeed 871   | Zakspeed 1500/4 1.5 L4t       | G      |
| West Zakspeed Racing           | 10  | Christian Danner   | Zakspeed 871   | Zakspeed 1500/4 1.5 L4t       | G      |
| Camel Team Lotus Honda         | 11  | Satoru Nakajima    | Lotus 99T      | Honda RA166E 1.5 V6t          | G      |
| Camel Team Lotus Honda         | 12  | Ayrton Senna       | Lotus 99T      | Honda RA166E 1.5 V6t          | G      |
| Team El Charro AGS             | 14  | Pascal Fabre       | AGS JH22       | Ford Cosworth DFZ 3.5 V8      | G      |
| Leyton House March Racing Team | 16  | Ivan Capelli       | March 871      | Ford Cosworth DFZ 3.5 V8      | G      |
| USF&G Arrows Megatron          | 17  | Derek Warwick      | Arrows A10     | Megatron M12/13 1.5 L4t       | G      |
| USF&G Arrows Megatron          | 18  | Eddie Cheever      | Arrows A10     | Megatron M12/13 1.5 L4t       | G      |
| Benetton Formula Ltd           | 19  | Teo Fabi           | Benetton B187  | Ford Cosworth GBA 1.5 V6 t    | G      |
| Benetton Formula Ltd           | 20  | Thierry Boutsen    | Benetton B187  | Ford Cosworth GBA 1.5 V6 t    | G      |
| Osella Squadra Corse           | 21  | Alex Caffi         | Osella FA1I    | Alfa Romeo 890T 1.5 V8t       | G      |
| Osella Squadra Corse           | 22  | Franco Forini      | Osella FA1I    | Alfa Romeo 890T 1.5 V8t       | G      |
| Minardi F1 Team                | 23  | Adrián Campos      | Minardi M187   | Motori Moderni 615-90 1.5 V6t | G      |
| Minardi F1 Team                | 24  | Alessandro Nannini | Minardi M187   | Motori Moderni 615-90 1.5 V6t | G      |
| Ligier Loto                    | 25  | René Arnoux        | Ligier JS29C   | Megatron M12/13 1.5 L4t       | G      |
| Ligier Loto                    | 26  | Piercarlo Ghinzani | Ligier JS29C   | Megatron M12/13 1.5 L4t       | G      |
| Scuderia Ferrari SpA SEFAC     | 27  | Michele Alboreto   | Ferrari F1/87  | Ferrari 033D 1.5 V6t          | G      |
| Scuderia Ferrari SpA SEFAC     | 28  | Gerhard Berger     | Ferrari F1/87  | Ferrari 033D 1.5 V6t          | G      |
| Larrousse Calmels              | 30  | Philippe Alliot    | Lola LC87      | Ford Cosworth DFZ 3.5 V8      | G      |

## Klassifikationen

### Qualifying
| Pos. | Fahrer             | Konstrukteur           | 1. Qualifikationstraining | 1. Qualifikationstraining | 2. Qualifikationstraining | 2. Qualifikationstraining | Start |
| Pos. | Fahrer             | Konstrukteur           | Zeit                      | Ø-Geschwindigkeit         | Zeit                      | Ø-Geschwindigkeit         | Start |
| ---- | ------------------ | ---------------------- | ------------------------- | ------------------------- | ------------------------- | ------------------------- | ----- |
| 01   | Gerhard Berger     | Ferrari                | 1:18,448                  | 199,623 km/h              | 1:17,620                  | 201,752 km/h              | 01    |
| 02   | Nigel Mansell      | Williams-Honda         | 1:17,951                  | 200,895 km/h              | 1:18,235                  | 200,166 km/h              | 02    |
| 03   | Alain Prost        | McLaren-TAG-Porsche    | 1:18,404                  | 199,735 km/h              | 1:17,994                  | 200,785 km/h              | 03    |
| 04   | Nelson Piquet      | Williams-Honda         | 1:18,164                  | 200,348 km/h              | keine Zeit                | –                         | 04    |
| 05   | Ayrton Senna       | Lotus-Honda            | 1:18,382                  | 199,791 km/h              | 1:18,354                  | 199,862 km/h              | 05    |
| 06   | Michele Alboreto   | Ferrari                | 1:20,069                  | 195,581 km/h              | 1:18,540                  | 199,389 km/h              | 06    |
| 07   | Riccardo Patrese   | Brabham-BMW            | 1:21,506                  | 192,133 km/h              | 1:19,965                  | 195,836 km/h              | 07    |
| 08   | Stefan Johansson   | McLaren-TAG-Porsche    | 1:20,134                  | 195,423 km/h              | 1:20,227                  | 195,196 km/h              | 08    |
| 09   | Thierry Boutsen    | Benetton-Ford          | 1:20,305                  | 195,007 km/h              | 1:20,558                  | 194,394 km/h              | 09    |
| 10   | Teo Fabi           | Benetton-Ford          | 1:20,483                  | 194,575 km/h              | 1:20,548                  | 194,418 km/h              | 10    |
| 11   | Eddie Cheever      | Arrows-Megatron        | 1:21,324                  | 192,563 km/h              | 1:21,207                  | 192,841 km/h              | 11    |
| 12   | Derek Warwick      | Arrows-Megatron        | 1:21,397                  | 192,390 km/h              | 1:21,587                  | 191,942 km/h              | 12    |
| 13   | Andrea de Cesaris  | Brabham-BMW            | 1:22,060                  | 190,836 km/h              | 1:21,725                  | 191,618 km/h              | 13    |
| 14   | Alessandro Nannini | Minardi-Motori Moderni | 1:21,784                  | 191,480 km/h              | 1:22,128                  | 190,678 km/h              | 14    |
| 15   | Satoru Nakajima    | Lotus-Honda            | 1:22,222                  | 190,460 km/h              | keine Zeit                | –                         | 15    |
| 16   | Christian Danner   | Zakspeed               | 1:22,424                  | 189,993 km/h              | 1:22,358                  | 190,145 km/h              | 16    |
| 17   | Martin Brundle     | Zakspeed               | 1:22,400                  | 190,049 km/h              | 1:22,794                  | 189,144 km/h              | 17    |
| 18   | René Arnoux        | Ligier-Megatron        | 1:23,637                  | 187,238 km/h              | 1:23,237                  | 188,137 km/h              | 18    |
| 19   | Philippe Alliot    | Lola-Ford              | 1:24,181                  | 186,028 km/h              | 1:23,580                  | 187,365 km/h              | 19    |
| 20   | Adrián Campos      | Minardi-Motori Moderni | 1:24,822                  | 184,622 km/h              | 1:23,591                  | 187,341 km/h              | 20    |
| 21   | Philippe Streiff   | Tyrrell-Ford           | 1:23,810                  | 186,851 km/h              | 1:24,436                  | 185,466 km/h              | 21    |
| 22   | Ivan Capelli       | March-Ford             | 1:24,533                  | 185,253 km/h              | 1:23,905                  | 186,640 km/h              | 22    |
| 23   | Piercarlo Ghinzani | Ligier-Megatron        | 1:24,105                  | 186,196 km/h              | 1:24,979                  | 184,281 km/h              | 23    |
| 24   | Jonathan Palmer    | Tyrrell-Ford           | 1:24,392                  | 185,563 km/h              | 1:24,217                  | 185,948 km/h              | 24    |
| 25   | Alex Caffi         | Osella-Alfa Romeo      | 1:24,792                  | 184,687 km/h              | 1:25,232                  | 183,734 km/h              | 25    |
| 26   | Franco Forini      | Osella-Alfa Romeo      | 1:27,219                  | 179,548 km/h              | 1:26,635                  | 180,758 km/h              | 26    |
| DNQ  | Pascal Fabre       | AGS-Ford               | 1:28,756                  | 176,439 km/h              | 1:26,946                  | 180,112 km/h              | –     |

### Rennen
| Pos. | Fahrer             | Konstrukteur           | Runden | Stopps | Zeit        | Start | Schnellste Runde |
| ---- | ------------------ | ---------------------- | ------ | ------ | ----------- | ----- | ---------------- |
| 01   | Alain Prost        | McLaren-TAG-Porsche    | 70     | 1      | 1:37:03,906 | 03    | 1:19,509         |
| 02   | Gerhard Berger     | Ferrari                | 70     | 1      | + 20,493    | 01    | 1:19,282         |
| 03   | Nelson Piquet      | Williams-Honda         | 70     | 1      | + 1:03,295  | 04    | 1:21,191         |
| 04   | Teo Fabi           | Benetton-Ford          | 69     | 0      | DNF         | 10    | 1:21,821         |
| 05   | Stefan Johansson   | McLaren-TAG-Porsche    | 69     | 1      | + 1 Runde   | 08    | 1:22,807         |
| 06   | Eddie Cheever      | Arrows-Megatron        | 68     | 1      | + 2 Runden  | 11    | 1:22,682         |
| 07   | Ayrton Senna       | Lotus-Honda            | 68     | 1      | + 2 Runden  | 05    | 1:20,217         |
| 08   | Satoru Nakajima    | Lotus-Honda            | 68     | 0      | + 2 Runden  | 15    | 1:23,828         |
| 09   | Ivan Capelli       | March-Ford             | 67     | 0      | + 3 Runden  | 22    | 1:25,012         |
| 10   | Jonathan Palmer    | Tyrrell-Ford           | 67     | 0      | + 3 Runden  | 24    | 1:24,652         |
| 11   | Alessandro Nannini | Minardi-Motori Moderni | 66     | 0      | DNF         | 14    | 1:24,626         |
| 12   | Philippe Streiff   | Tyrrell-Ford           | 66     | 0      | + 4 Runden  | 21    | 1:25,003         |
| 13   | Derek Warwick      | Arrows-Megatron        | 66     | 0      | + 4 Runden  | 12    | 1:23,259         |
| 14   | Thierry Boutsen    | Benetton-Ford          | 64     | 1      | + 6 Runden  | 09    | 1:21,535         |
| –    | Andrea de Cesaris  | Brabham-BMW            | 54     | 0      | DNF         | 13    | 1:22,504         |
| –    | Michele Alboreto   | Ferrari                | 38     | 1      | DNF         | 06    | 1:22,989         |
| –    | Martin Brundle     | Zakspeed               | 35     | 0      | DNF         | 17    | 1:25,760         |
| –    | Franco Forini      | Osella-Alfa Romeo      | 32     | 0      | DNF         | 26    | 1:29,223         |
| –    | Philippe Alliot    | Lola-Ford              | 31     | 0      | DNF         | 19    | 1:27,020         |
| –    | René Arnoux        | Ligier-Megatron        | 29     | 0      | DNF         | 18    | 1:26,131         |
| –    | Alex Caffi         | Osella-Alfa Romeo      | 27     | 0      | DNF         | 25    | 1:26,811         |
| –    | Piercarlo Ghinzani | Ligier-Megatron        | 24     | 0      | DNF         | 23    | 1:26,811         |
| –    | Adrián Campos      | Minardi-Motori Moderni | 24     | 0      | DNF         | 20    | 1:26,892         |
| –    | Nigel Mansell      | Williams-Honda         | 13     | 0      | DNF         | 02    | 1:22,834         |
| –    | Riccardo Patrese   | Brabham-BMW            | 13     | 0      | DNF         | 07    | 1:24,433         |
| –    | Christian Danner   | Zakspeed               | 0      | 0      | DNF         | 16    | –                |

## WM-Stände nach dem Rennen
Die ersten sechs des Rennens bekamen 9, 6, 4, 3, 2 bzw. 1 Punkt(e).  In der Fahrerwertung wurden die besten elf Resultate, in der Konstrukteurswertung alle Resultate gewertet.

### Fahrerwertung
| Pos. | Fahrer            | Konstrukteur        | Punkte |
| ---- | ----------------- | ------------------- | ------ |
| 01   | Nelson Piquet     | Williams-Honda      | 67     |
| 02   | Ayrton Senna      | Lotus-Honda         | 49     |
| 03   | Nigel Mansell     | Williams-Honda      | 43     |
| 04   | Alain Prost       | McLaren-TAG-Porsche | 40     |
| 05   | Stefan Johansson  | McLaren-TAG-Porsche | 22     |
| 06   | Gerhard Berger    | Ferrari             | 18     |
| 07   | Thierry Boutsen   | Benetton-Ford       | 10     |
| 08   | Teo Fabi          | Benetton-Ford       | 10     |
| 09   | Michele Alboreto  | Ferrari             | 8      |
| 10   | Satoru Nakajima   | Lotus-Honda         | 6      |
| 11   | Eddie Cheever     | Arrows-Megatron     | 5      |
| 12   | Andrea de Cesaris | Brabham-BMW         | 4      |
| 13   | Jonathan Palmer   | Tyrrell-Ford        | 4      |
| 14   | Philippe Streiff  | Tyrrell-Ford        | 4      |

| Pos. | Fahrer             | Konstrukteur           | Punkte |
| ---- | ------------------ | ---------------------- | ------ |
| 15   | Derek Warwick      | Arrows-Megatron        | 3      |
| 16   | Riccardo Patrese   | Brabham-BMW            | 2      |
| 17   | Martin Brundle     | Zakspeed               | 2      |
| 18   | René Arnoux        | Ligier-Megatron        | 1      |
| 19   | Philippe Alliot    | Lola-Ford              | 1      |
| 20   | Ivan Capelli       | March-Ford             | 1      |
| 21   | Christian Danner   | Zakspeed               | 0      |
| 22   | Piercarlo Ghinzani | Ligier-Megatron        | 0      |
| 23   | Pascal Fabre       | AGS-Ford               | 0      |
| 24   | Alessandro Nannini | Minardi-Motori Moderni | 0      |
| 25   | Alex Caffi         | Osella-Alfa Romeo      | 0      |
| –    | Adrián Campos      | Minardi-Motori Moderni | 0      |
| –    | Gabriele Tarquini  | Osella-Alfa Romeo      | 0      |
| –    | Franco Forini      | Osella-Alfa Romeo      | 0      |

### Konstrukteurswertung
| Pos. | Konstrukteur        | Punkte |
| ---- | ------------------- | ------ |
| 01   | Williams-Honda      | 110    |
| 02   | McLaren-TAG-Porsche | 62     |
| 03   | Lotus-Honda         | 55     |
| 04   | Ferrari             | 26     |
| 05   | Benetton-Ford       | 20     |
| 06   | Tyrrell-Ford        | 8      |
| 07   | Arrows-Megatron     | 8      |
| 08   | Brabham-BMW         | 6      |

| Pos. | Konstrukteur           | Punkte |
| ---- | ---------------------- | ------ |
| 09   | Zakspeed               | 2      |
| 10   | Ligier-Megatron        | 1      |
| 11   | Lola-Ford              | 1      |
| 12   | March-Ford             | 1      |
| 13   | AGS-Ford               | 0      |
| 14   | Minardi-Motori Moderni | 0      |
| 15   | Osella-Alfa Romeo      | 0      |